# 1995年度香港四台冠軍歌曲列表
1995年度香港四台冠軍歌列表列舉1995年間，於香港四大電子傳媒機構之流行音樂流行榜冠軍歌曲。

## 流行榜
所統計之四大電子傳媒機構流行榜包括：
| 機構                         | 頻道                         | 流行榜         |
| 商業電台                     | 叱咤903                      | 903專業推介    |
| 香港電台                     | 香港電台第二台               | 中文歌曲龍虎榜 |
| 新城電台                     | 新城997                      | 新城勁爆流行榜 |
| 電視廣播有限公司（無綫電視） | 電視廣播有限公司（無綫電視） | 勁歌金榜       |

## 列表

### 第一季
| 週數 | 903專業推介（903）                       | 中文歌曲龍虎榜（RTHK）      | 新城勁爆流行榜（997）         | 勁歌金榜（TVB）               | 來源   |
| ---- | ---------------------------------------- | --------------------------- | ----------------------------- | ----------------------------- | ------ |
| 1    | 這個冬天不太冷 歌手：張學友              | 這個冬天不太冷 歌手：張學友 | 這個冬天不太冷 歌手：張學友   | 送你一瓣的雪花 歌手：黎 明    | [ 1 ]  |
| 2    | 這個冬天不太冷（2週冠軍） 歌手：張學友   | 失憶 歌手：鄭秀文           | 愛與痛的邊緣 歌手：王靖雯     | 這個冬天不太冷 歌手：張學友   | [ 2 ]  |
| 3    | 如夢初醒 歌手：彭 羚                     | 笑看風雲 歌手：鄭少秋       | 傾心 歌手：黃凱芹             | 笑看風雲 歌手：鄭少秋         |        |
| 4    | 故事的風箏 歌手：倫永亮                  | 故事的風箏 歌手：倫永亮     | 送你一瓣的雪花 歌手：黎 明    | 伴我飛翔 歌手：譚詠麟         |        |
| 5    | 我不想再次被情傷 歌手：毛阿敏            | 送你一瓣的雪花 歌手：黎 明  | 如夢初醒 歌手：彭 羚          | 如夢初醒 歌手：彭 羚          | [ 3 ]  |
| 6    | 我不想再次被情傷（2週冠軍） 歌手：毛阿敏 | 戀戀風塵 歌手：陳慧嫻       | 傾心（2週冠軍） 歌手：黃凱芹  | 愛與痛的邊緣 歌手：王靖雯     | [ 4 ]  |
| 7    | 最深刻的愛 歌手：蘇永康                  | 偷偷摸摸 歌手：李克勤       | 偷偷摸摸 歌手：李克勤         | 我不想再次被情傷 歌手：毛阿敏 | [ 5 ]  |
| 8    | 忘記他 歌手：關淑怡                      | 望月 歌手：張學友           | Loving You 歌手：杜德偉       | 偷偷摸摸 歌手：李克勤         | [ 6 ]  |
| 9    | 望鄉 歌手：郭富城                        | 望鄉 歌手：郭富城           | 最深刻的愛 歌手：蘇永康       | 望月 歌手：張學友             | [ 7 ]  |
| 10   | 望鄉（2週冠軍） 歌手：郭富城             | 孔子曰 歌手：羅 文          | 味道 歌手：辛曉琪             | 天地初開情已在 歌手：譚詠麟   | [ 8 ]  |
| 11   | 味道 歌手：辛曉琪                        | 今天夜裡總下雨 歌手：陳慧嫻 | 味道（2週冠軍） 歌手：辛曉琪  | 望鄉 歌手：郭富城             | [ 9 ]  |
| 12   | 你喜歡的會有幾個 歌手：周華健            | 讓妳愉快 歌手：張學友       | 讓妳愉快 歌手：張學友         | 孔子曰 歌手：羅 文            | [ 10 ] |
| 13   | 讓妳愉快 歌手：張學友                    | 每隔兩秒 歌手：趙學而       | 你喜歡的會有幾個 歌手：周華健 | 今天夜裡總下雨 歌手：陳慧嫻   | [ 11 ] |

### 第二季
| 週數 | 903專業推介（903）                 | 中文歌曲龍虎榜（RTHK）                    | 新城勁爆流行榜（997）                     | 勁歌金榜（TVB）                  | 來源   |
| ---- | ---------------------------------- | ----------------------------------------- | ----------------------------------------- | -------------------------------- | ------ |
| 14   | 新天長地久 歌手：周華健            | 只因你傷心 歌手：巫啟賢                   | 味道（3週冠軍） 歌手：辛曉琪              | 只因你傷心 歌手：巫啟賢          |        |
| 15   | 新天長地久（2週冠軍） 歌手：周華健 | 歌之女 歌手：梅艷芳                       | 歌之女 歌手：梅艷芳                       | 每隔兩秒 歌手：趙學而            | [ 12 ] |
| 16   | 你是我的一切 歌手：郭富城          | 你是我的一切 歌手：郭富城                 | 好戲在後頭 歌手：草 蜢                    | 你是我的一切 歌手：郭富城        | [ 13 ] |
| 17   | 濃情化不開 歌手：周華健            | 寂寞都有罪 歌手：劉小慧                   | 濃情化不開 歌手：周華健                   | 寂寞都有罪 歌手：劉小慧          | [ 14 ] |
| 18   | 一生最愛就是你 歌手：黎 明         | 一生最愛就是你 歌手：黎 明                | 一生最愛就是你 歌手：黎 明                | 移情別戀 歌手：梁漢文            | [ 15 ] |
| 19   | 濃情化不開（2週冠軍） 歌手：周華健 | 一生最愛就是你（2週冠軍） 歌手：黎 明     | 大地恩情 歌手：劉德華                     | 完全因你 歌手：彭 羚             | [ 16 ] |
| 20   | 純真傳說 歌手：郭富城              | 濃情化不開 歌手：周華健                   | 一生最愛就是你（2週冠軍） 歌手：黎 明     | 一生最愛就是你 歌手：黎 明       | [ 17 ] |
| 21   | 純真傳說（2週冠軍） 歌手：郭富城   | 愛的故事下集（但願他珍惜妳） 歌手：孫耀威 | 一生最愛就是你（3週冠軍） 歌手：黎 明     | 濃情化不開 歌手：周華健          | [ 18 ] |
| 22   | 純真傳說（3週冠軍） 歌手：郭富城   | 純真傳說 歌手：郭富城                     | 愛的故事下集（但願他珍惜妳） 歌手：孫耀威 | 純真傳說 歌手：郭富城            | [ 19 ] |
| 23   | 屈到病 歌手：張學友                | 純真傳說（2週冠軍） 歌手：郭富城          | 天各一方 歌手：劉德華                     | 純真傳說（2週冠軍） 歌手：郭富城 | [ 20 ] |
| 24   | 屈到病（2週冠軍） 歌手：張學友     | 多謝關心 歌手：張智霖                     | 屈到病 歌手：張學友                       | 卿本佳人 歌手：黎瑞恩            |        |
| 25   | 屈到病（3週冠軍） 歌手：張學友     | 屈到病 歌手：張學友                       | 屈到病（2週冠軍） 歌手：張學友            | 屈到病 歌手：張學友              | [ 21 ] |
| 26   | 愛變了這世界襯衣 歌手：杜德偉      | 屈到病（2週冠軍） 歌手：張學友            | 依依不捨 歌手：李克勤                     | 依依不捨 歌手：李克勤            |        |

### 第三季
| 週數 | 903專業推介（903）                        | 中文歌曲龍虎榜（RTHK）          | 新城勁爆流行榜（997）          | 勁歌金榜（TVB）                | 來源   |
| ---- | ----------------------------------------- | ------------------------------- | ------------------------------ | ------------------------------ | ------ |
| 27   | 我哭了 歌手：張學友                       | 依依不捨 歌手：李克勤           | 靠近 歌手：庾澄慶              | 愛變了這世界襯衣 歌手：杜德偉  | [ 22 ] |
| 28   | 荒廢的樂園 歌手：許志安                   | 我哭了 歌手：張學友             | 我哭了 歌手：張學友            | 強 歌手：郭富城                | [ 23 ] |
| 29   | 缺口 歌手：Beyond                         | 我哭了（2週冠軍） 歌手：張學友  | 說，你愛我 歌手：陳淑樺        | 我哭了 歌手：張學友            | [ 24 ] |
| 30   | 缺口（2週冠軍） 歌手：Beyond              | 心聲共鳴 歌手：劉德華           | 心聲共鳴 歌手：劉德華          | 失戀於戈壁沙漠 歌手：李樂詩    |        |
| 31   | 一切很美 只因有你 歌手：陳慧琳            | 為你流淚 歌手：李克勤           | 為你流淚 歌手：李克勤          | 心聲共鳴 歌手：劉德華          | [ 25 ] |
| 32   | 一切很美 只因有你（2週冠軍） 歌手：陳慧琳 | 心亂如麻 歌手：吳倩蓮           | 一切很美 只因有你 歌手：陳慧琳 | 為你流淚 歌手：李克勤          | [ 26 ] |
| 33   | 離開以後 歌手：張學友                     | 一切很美 只因有你 歌手：陳慧琳  | 還我真情 歌手：譚詠麟          | 還我真情 歌手：譚詠麟          | [ 27 ] |
| 34   | 心亂如麻 歌手：吳倩蓮                     | 真永遠 歌手：劉德華             | 離開以後 歌手：張學友          | 一切很美 只因有你 歌手：陳慧琳 | [ 28 ] |
| 35   | 門外看 歌手：Beyond                       | 真永遠（2週冠軍） 歌手：劉德華  | 心亂如麻 歌手：吳倩蓮          | 真永遠 歌手：劉德華            | [ 29 ] |
| 36   | 這麼近(那麼遠) 歌手：張學友               | 離開以後 歌手：張學友           | 真永遠 歌手：劉德華            | 心亂如麻 歌手：吳倩蓮          |        |
| 37   | 十八變 歌手：林子祥                       | 藍色傘下等 歌手：李蕙敏         | 開始 歌手：陳慧琳              | 離開以後 歌手：張學友          | [ 30 ] |
| 38   | 十八變（2週冠軍） 歌手：林子祥            | 十八變 歌手：林子祥             | 遺忘 歌手：辛曉琪              | 普通女人 歌手：王馨平          | [ 31 ] |
| 39   | 你說他是你想嫁的人 歌手：劉德華           | 你說他是你想嫁的人 歌手：劉德華 | 十八變 歌手：林子祥            | 我們都是這樣失戀的 歌手：草 蜢 |        |

### 第四季
| 週數 | 903專業推介（903）                         | 中文歌曲龍虎榜（RTHK）                        | 新城勁爆流行榜（997）           | 勁歌金榜（TVB）                               | 來源   |
| ---- | ------------------------------------------ | --------------------------------------------- | ------------------------------- | --------------------------------------------- | ------ |
| 40   | 春光乍洩 歌手：黃耀明                      | 我們都是這樣失戀的 歌手：草 蜢                | 你說他是你想嫁的人 歌手：劉德華 | 十八變 歌手：林子祥                           | [ 32 ] |
| 41   | 春光乍洩（2週冠軍） 歌手：黃耀明           | 打開天空 歌手：陳慧琳、陳曉東、陳建穎、邱穎欣 | 愛相隨 歌手：周華健             | 打開天空 歌手：陳慧琳、陳曉東、陳建穎、邱穎欣 |        |
| 42   | 小玩意 歌手：彭 羚                         | 擁有 歌手：張學友                             | 沒有月亮的晚上 歌手：王馨平     | 你說他是你想嫁的人 歌手：劉德華               |        |
| 43   | 男仕今天你很好 歌手：鄭秀文                | 男仕今天你很好 歌手：鄭秀文                   | 男仕今天你很好 歌手：鄭秀文     | 擁有 歌手：張學友                             |        |
| 44   | 危情追 歌手：黎 明                         | 危情追 歌手：黎 明                            | 春光乍洩 歌手：黃耀明           | 男仕今天你很好 歌手：鄭秀文                   | [ 33 ] |
| 45   | 其實我...我...我 歌手：古巨基              | 我寂寞 歌手：陳慧嫻                           | 危情追 歌手：黎 明              | 我寂寞 歌手：陳慧嫻                           | [ 34 ] |
| 46   | 失憶（諒解）備忘錄 歌手：郭富城            | 只會因你唱 歌手：鄭伊健                       | 除非...是你 歌手：劉德華        | 危情追 歌手：黎 明                            |        |
| 47   | 失憶（諒解）備忘錄（2週冠軍） 歌手：郭富城 | 除非...是你 歌手：劉德華                      | 只會因你唱 歌手：鄭伊健         | 除非...是你 歌手：劉德華                      |        |
| 48   | 飄 歌手：陳慧嫻                            | 失憶（諒解）備忘錄 歌手：郭富城               | 小玩意 歌手：彭 羚              | 小玩意 歌手：彭 羚                            |        |
| 49   | 捨不得你 歌手：鄭秀文                      | 捨不得你 歌手：鄭秀文                         | 捨不得你 歌手：鄭秀文           | 只會因你唱 歌手：鄭伊健                       |        |
| 50   | 彷如隔世 歌手：彭 羚                       | 情未鳥 歌手：劉德華                           | 情未鳥 歌手：劉德華             | 失憶（諒解）備忘錄 歌手：郭富城               |        |
| 51   | 情未鳥 歌手：劉德華                        | 彷如隔世 歌手：彭 羚                          | 愛與情 歌手：梁漢文             | 捨不得你 歌手：鄭秀文                         |        |
| 52   | 萬福瑪利亞 歌手：黃耀明、關淑怡            | 心甘情願 歌手：李克勤                         | 自言自語 歌手：范曉萱           | 情未鳥 歌手：劉德華                           |        |

### 四台冠軍歌曲
| #  | 歌曲               | 主唱   | 作曲                                     | 填詞   | 編曲           | 監製                 | 收錄唱片                 | 唱片公司 |
| -- | ------------------ | ------ | ---------------------------------------- | ------ | -------------- | -------------------- | ------------------------ | -------- |
| 1  | 這個冬天不太冷     | 張學友 | 張學友                                   | 陳少琪 | 楊振龍 王雙駿  | 歐丁玉               | 《這個冬天不太冷》       | 寶麗金   |
| 2  | 一生最愛就是你     | 黎 明  | 林慕德                                   | 向雪懷 | 林慕德         | 陳永明               | 《天地豪情》             | 寶麗金   |
| 3  | 濃情化不開         | 周華健 | 周華健                                   | 林夕   | 戴維雄         | 周華健               | 《弦途有你》             | 滾石唱片 |
| 4  | 屈到病             | 張學友 | Andy Goldmark George Lyter Bruce Roberts | 陳少琪 | Andy Goldmark  | 歐丁玉               | 《過敏世界》             | 寶麗金   |
| 5  | 我哭了             | 張學友 | 洪堯斌                                   | 黃偉文 | Brock Walsh    | 歐丁玉               | 《過敏世界》             | 寶麗金   |
| 6  | 一切很美 只因有你  | 陳慧琳 | 雷頌德                                   | 周禮茂 | 雷頌德         | 雷頌德               | 《仙樂飄飄電影原聲大碟》 | 正東唱片 |
| 7  | 心亂如麻           | 吳倩蓮 | 馮鏡輝                                   | 林夕   | 張兆鴻         | 馮鏡輝               | 《心亂如麻》             | 新力唱片 |
| 8  | 離開以後           | 張學友 | 李偲菘                                   | 陳少琪 | David Garfield | 歐丁玉               | 《過敏世界》             | 寶麗金   |
| 9  | 十八變             | 林子祥 | 林子祥                                   | 林夕   | Alex San       | 梁榮駿               | 《緣是這樣》             | 百代唱片 |
| 10 | 你說他是你想嫁的人 | 劉德華 | 黃碧燕                                   | 黃碧燕 | 鮑比達         | 陳耀川               | 《真永遠》               | 藝能動音 |
| 11 | 男仕今天你很好     | 鄭秀文 | 雷頌德                                   | 周禮茂 | 雷頌德         | 黃尚偉               | 《捨不得你》             | 華納唱片 |
| 12 | 危情追             | 黎 明  | 山本洋太                                 | 姚沁   | 山本洋太       | 陳永明               | 《夢、追》               | 寶麗金   |
| 13 | 捨不得你           | 鄭秀文 | 林慕德                                   | 勞雙恩 | Robert Seng    | 林慕德 Stanley Leung | 《捨不得你》             | 華納唱片 |
| 14 | 情未鳥             | 劉德華 | 盧冠廷                                   | 周禮茂 | 盧冠廷         | 盧冠廷               | 《情未鳥》               | 藝能動音 |

# 跨年度四台共同冠軍作品，參照：1994年度香港四台冠軍歌曲列表 及 1996年度香港四台冠軍歌曲列表。